# ホスピタル (リムリック県)
ホスピタル（英語: Hospital、アイルランド語: An tOspidéalまたはOspidéal Ghleann Áine）は、アイルランド・マンスター地方リムリック県の村。Camogue川の支流Mahore川沿いに位置する。人口は674人（2022年国勢調査）。
所属のTownlandはBarrysfarmで、古代の地方区分である男爵領はスモールカウンティに属している。

## 名称
村名は1215年以前にホスピタル教会を建設したホスピタル騎士団（またの名を聖ヨハネ騎士団、現在のマルタ騎士団）に由来する。ホスピタル教会はアイルランド国定記念碑に認定されており、2015年5月には創設800周年記念のパレードが開催された。
異説としてアイルランド測量長官のサー・バレンタイン・ブラウン（エリザベス1世よりこの地域の土地を与えられた）の伝記によると、古代にKnockainey（アイルランド語でCnoc Áine）教区の一部を形成しており、教区から由来するという。

## 交通
リムリック、ミッチェルズタウン、コークを結ぶオールド・コーク・ロード（地域道513号線）が村内を通過する。

## 教育
村には2000年に開校した中学校と、2004年の夏に開校した小学校がある。

## スポーツ
ハーバーツタウンと共にホスピタル＝ハーバーツタウンGAA（ゲーリック体育協会）を結成している。
サッカーチームは1881年にPJ バトラー卿によって結成された。以前はホスピタル・クルセイダーズと呼ばれていたが、現在はキルフラッシュ・クルセイダーズと呼ばれている。
その他のレクリエーション団体には、地元のテニスクラブやハンドボールクラブなどがある

## 医療
2006年、リムリック県議会は将来の拡張を見据えた長期計画の中で地域病院の開発を提案している。

## 出身人物
- Roger Utlagh - 12-13世紀の聖職者[8]
- ジョン・ケニー（英語版） - コメディアン、俳優
- Damien Reale - ハーリング選手